# Jean-Michel Ferri
Jean-Michel Ferri (ur. 7 lutego 1969 w Lyonie) – francuski piłkarz występujący na pozycji pomocnika.

## Kariera klubowa
Ferri zawodową karierę rozpoczynał w 1987 roku w klubie FC Nantes z Division 1. W tych rozgrywkach zadebiutował 30 kwietnia 1988 roku w wygranym 3:1 pojedynku z Chamois Niortais. W 1993 roku dotarł z zespołem do finału Pucharu Francji, jednak Nantes przegrało tam 0:3 z Paris Saint-Germain. W 1995 roku Ferri zdobył z klubem mistrzostwo Francji. W ciągu 11 lat w barwach Nantes rozegrał w sumie 288 spotkań i zdobył 21 bramek.
W połowie 1998 roku Ferri odszedł do tureckiego İstanbulsporu. Pod koniec tego samego roku trafi do angielskiego Liverpoolu. Grał tam do końca sezonu 1998/1999. W tym czasie rozegrał tam 2 spotkania. W 1999 roku wrócił do Francji, gdzie został graczem klubu FC Sochaux-Montbéliard z Division 2. W 2000 roku zakończył tam karierę.

## Kariera reprezentacyjna
W reprezentacji Francji Ferri zadebiutował 22 marca 1994 roku w wygranym 3:1 towarzyskim meczu z Chile. W latach 1994–1995 w drużynie narodowej rozegrał w sumie 5 spotkań.